# Aeroportul Salalah
Aeroportul Salalah (IATA: SLL, ICAO: OOSA) este un aeroport din Salalah⁠(d), Dhofar Governorate⁠(d), Oman ce deservește zona Dhofar Governorate⁠(d). Aeroportul a fost tranzitat în decembrie 2019 de 107.970 de pasageri. A fost deschis în 1977.
Situat la o altitudine de 22 m, aeroportul dispune de o singură pistă.